# Silvia Adriana Țicău
Silvia Adriana Țicău (ur. 14 listopada 1970 w Gałaczu) – rumuńska polityk i informatyk, była minister, posłanka do Parlamentu Europejskiego VI i VII kadencji.

## Życiorys
Ukończyła w 1994 studia informatyczne na Wydziale Automatyki i Informatyki Uniwersytetu Technicznego w Jassach. Kształciła się też m.in. podyplomowo w Wielkiej Brytanii. W 2002 otworzyła przewód doktorski w Wojskowej Akademii Technicznej w Bukareszcie. Od 1994 pracowała jako analityk i programista w przedsiębiorstwie informacyjnym, pełniła w nim następnie stanowiska funkcje kierownicze. W 2001 przeszła do administracji rządowej, została dyrektorem generalnym w resorcie łączności.
Należy do Partii Socjaldemokratycznej, od 2001 zasiada we władzach wojewódzkich tego ugrupowania. W latach 2001–2004 zajmowała stanowisko sekretarza stanu ds. technologii informacji w Ministerstwie Komunikacji i Technologii Informacyjnych. Od lipca do grudnia 2004 była ministrem w tym resorcie. Następnie do 2007 zasiadała w rumuńskim Senacie.
1 stycznia 2007 objęła mandat eurodeputowanej, utrzymała go w wyborach w tym samym roku. W wyborach w 2009 została wybrana na kolejną kadencję. Weszła w skład grupy Postępowego Sojuszu Socjalistów i Demokratów, objęła funkcję wiceprzewodniczącej Komisji Transportu i Turystyki.